# 키리야 히로무
키리야 히로무(霧矢 大夢 기리야 히로무[*], 1974년 10월 2일 ~ )는 일본의 배우이다.
전 다카라즈카 가극단 츠키구미 톱스타이다.
오사카부 기시와다시 출신이며, 혈액형은 O형, 공식 신장은 167cm이다. 애칭은 「키리얀」, 「이토짱」. 오렌지블루 컴퍼니 소속이다.
언니는 극단 사계에 소속된 여배우 이토 미나카이다.

## 약력
기시와다 시의 문화재 관계자의 차녀로 태어났다. 1992년, 다카라즈카 음악학교에 입학하여 1994년, 제 80기생으로써 다카라즈카 가극단에 수석입학하였다. 동기중에는 센 호사치, 아야부키 마오, 모모카 사리 등이 있다. 같은 해 3월 《블랙 잭 위험한 내기／불새》로 초무대를 밟고 1995년, 하나구미에 배속되었다.
1996년, 입단 3년차에 《How to Succeed》으로 신인공연 첫 주연(핀치 역)에 발탁되었다.
1997년, 츠키구미로 이동
1999년, 《노바 보사 노바》로 신인공연 단독 주연을 달성한다. 10월, 중국공연(북경, 상하이)《몽환화회권(夢幻花絵巻)／브라보! 다카라즈카》로 첫 해외공연 참가. 2000년, 베를린공연에서 또다시 해외공연 참가. 7월, 《더욱더 미쳐간다(更に狂はじ)》로 바우홀 첫 주연 달성(야마토 유가와의 더블캐스팅). 9월, 《젠다 성의 포로》신인공연에서 주연. 이 시기에는 츠키구미의 중견 스타 시오미 마호, 오오조라 유히, 키리야, 야마토 등의 4명이 한 세트로 다뤄지는일이 많아(통칭：슈마허), 당시의 톱스타 마코토 츠바사와 함께 TV출연 등을 했었다.
2001년에는 도쿄 다카라즈카 극장의 개관 첫 공연 《지금 제비꽃이 핀다》에서 개막시의 솔로, 《ESP!!》의 에뜨와르, 다음 해의 《가이즈&돌즈》에서 여자 역인 아델레이드 등 특히 가창쪽으로 활약하였다. 거기에 더하여 바우홀 단독 주연을 달성하는 등 순풍만반이었지만 다음 해인 2003년 여름, 컨디션 저조로 《시뇨르・돈・팡》을 휴연(대역은 호쿠쇼 카이리). 그 후 초기 교원병으로 진단받고 약 2개월간 입원하게 되어 주연 예정이었던 《눈물의 다리, 웃음의 다리》도 강판되었다(대역은 츠키후네 사라라). 하지만 같은 해 겨울 《장미의 각인》부터 무대에 복귀 하였다.
2008년 8월, 하카타좌에서 《ME AND MY GIRL》의 주연을 맡았다.
2009년 12월 22일 문화청 예술제 연극부문 신인상 수상.
2009년 12월 28일, 세나 준의 후임으로 츠키구미 톱스타에 취임. 상대역으로 호시구미에서 아오노 유키를 맞이하였다.
2010년 2월 중일극장공연 《유카리코／Heat on Beat！》부터 츠키구미 톱스타로써 주연을 맡게된다. 같은 해 4월 《스칼렛 핌퍼넬》으로 다카라즈카 대극장 피로 공연을 했다. 또한 이 해에는 모모카 사리, 아야부키 마오 등의 줄이은 퇴단에 따라 최후의 80기생이 되었다.
2011년 7월, 가극단의 2010년도 우수상 수상.
2012년 4월 22일, 《에드워드 8세－왕관을 건 사랑－／Misty Station》 도쿄 공연 천추락으로 퇴단. 상대역인 아오노와 동시퇴단 하였다.

## 다카라즈카 가극단 시절의 주요 무대 출연

### 하나구미 시절
- 1996년 3월, 마야 미키 디너쇼 《nice GUY!》
- 1996년 6-11월 《How to Succeed》 신인공연：핀치(제 1부) (본역 : 마야 미키)＊신인공연 첫 주연
- 1997년 2-3월 다카라즈카 대극장 《잃어버린 낙원》 신인공연：막스(본역 : 카이쿄 히로키）／《사잔 크로스 레뷰》
- 1997년 4-5월, 다카라즈카 바우홀 《그대를 사랑하여 라비린스!》 아치
- 1997년 6월, 도쿄 다카라즈카 극장 《잃어버린 낙원》 신인공연：막스(본역：카이쿄 히로키）／《사잔 크로스 레뷰》
- 1997년 8-9월, 다카라즈카 대극장 《That's revue》야타, 신인공연：타케시바 쇼사쿠, 부케 다무르의 신사(본역 ：단 히비키)
- 1997년 9-10월, 코쥬 타츠키 디너쇼 《Koju의 숲》

### 츠키구미 시절
- 1997년 11월, 도쿄 다카라즈카 극장 《EL DORADO》 이달리, 신인공연：가르샤(본역 : 하츠카제 미도리)
- 1998년 2-7월 《WEST SIDE STORY》 베이비 존, 신인공연 : 베르날드(본역 : 시부키 준)
- 1998년 7-8월, 다카라즈카 바우홀 《영원 이야기》 후유키치
- 1998년 9-10월, 다카라즈카 대극장 《검은 눈동자》 트리오(사랑), 신인공연 : 시바 블린 (본역 : 하츠카제 미도리)／《르 볼레로 루쥬》
- 1998년 11-12월, 다카라즈카 바우홀 《신데렐라 Rock》 도니
- 1999년 1-2월, TAKARAZUKA1000days극장《검은 눈동자》 트리오(사랑), 신인공연 : 시바 블린 (본역 : 하츠카제 미도리)／《르 볼레로 루쥬》
- 1999년 3-4월 다카라즈카 바우홀 《헛소동》 브랜디
- 1999년 5-6월, 다카라즈카 대극장 《나선의 오르페》 레옹／《노바 보사 노바》 피에로, 신인공연 : 솔(본역 : 마코토 츠바사） ＊신인공연 단독 첫 주연
- 1999년 7월, 고베 국제 회관, 일본 청년관《부에노스 아일레스의 바람》 마르셀로
- 1999년 8-9월, TAKARAZUKA1000days극장 《나선의 오르페》레옹／《노바 보사 노바》 피에로, 신인공연 : 솔(본역 : 마코토 츠바사)
- 1999년 10-11월, 중국 공연 《무겐하나에마키(夢幻花絵巻)》／《브라보! 다카라즈카》
- 1999년 11-12월, 전국 투어 《물거품 사랑》 모리스／《브라보! 다카라즈카》
- 2000년 2-4월, 다카라즈카 대극장 《LUNA-달의 전언-》 빌, 신인공연 : 브라이언(본역 : 시부키 준)／《BLUE MOON BLUE》
- 2000년 6-7월, 독일 베를린 공연 《다카라즈카 설월화(雪・月・花)》／《선라이즈 다카라즈카》
- 2000년 7-8월 일본 청년관, 다카라즈카 바우홀 《더욱더 미쳐간다》 칸제 모토시게 ＊바우 첫 주연
- 2000년 9-11월, 다카라즈카 대극장 《젠다 성의 포로》 빌헬름, 신인공연 : 루돌프(본역 : 마코토 츠바사)／《Jazz Mania》 ＊신인공연 주연
- 2001년 1-2월, 도쿄 다카라즈카 극장 개관 첫 공연 《지금 제비꽃이 핀다》 코러스 남(솔로)／《사랑의 소나타》 올그
- 2001년 3월 시어터 드라마시티, 아카사카 ACT 시어터 《Practical Joke》 마우로 카달로러
- 2001년 5-7월, 다카라즈카 대극장 공연 《사랑의 소나타》 올그／《ESP!!》
- 2001년 7월, 다카라즈카 바우홀 《앵커리지 콘서트》
- 2001년 8-9월, 도쿄 다카라즈카 극장 공연 《대해적》 듣는 귀／《재즈 마니아》
- 2001년 10-11월, 전국 투어 《대해적》 키드／《재즈 마니아》
- 2002년 1-5월, 《가이즈&돌즈》 아델레이드
- 2002년 6-7월, 다카라즈카 바우홀, 일본 청년관 공연 《SLAPSTICK》 ＊바우 단독 첫 주연
- 2002년 9-12월, 《기나긴 봄의 끝에》 아르노／《With a Song in My Heart》
- 2003년 2월, 중일극장 《기나긴 봄의 끝에》 아르노／《With a Song in My Heart》
- 2003년 4-8월, 《다카라즈카 풍토기》／《시뇨르・돈・팡》 죠세프 벨고니
- 2003년 11월-3월《장미의 각인-뱀파이어 레퀴엠-》 클리포드／루이 14세(1인 2역)
- 2004년 4-5월, 다카라즈카 바우홀, 일본 청년관 공연 《사랑스러운 사람이여》 엔도 카즈미 ＊주연
- 2004년 8-11월, 《La Esperanza-언젠가는 이루어진다-》 파비엘／《TAKARAZUKA무몽(舞夢)!》 포세이돈

하나구미에 특별출연. 다카라즈카 가극 90주년 기념의 일환으로 행해졌지만, 통칭 "남역 2번수 특별출연 프로젝트"에 의한 것이다.
- 2004년 11월 17일, 하나구미 도쿄 다카라즈카 극장 다카라즈카 가극 90주년 기념 《베르사이유의 장미 30》 ＊특별출연
- 2005년 2-5월, 《엘리자벳 - 사랑과 죽음의 론도 -》 루이지 루케니
- 2005년 6월 6일, 다카라즈카 대극장 하야마 키요미 안무가 30주년 기념 댄싱 리사이틀 《골든 스텝스》
- 2005년 7월, 우메다 예술극장 메인 홀 《Ernest in Love》 알제논
- 2005년 8월, 시어터 드라마시티 《헤이세이 젊은이들의 가부키・하나키소이 가부키 에마키(花競かぶき絵巻)》 이즈모노 오쿠니 ＊외부출연
- 2005년 9-12월, 《JAZZY한 요정들》 월터 쿠플린／《REVUE OF DREAMS》
- 2005년 12월-2006년 1월 도쿄 국제 포럼《Broadway Gala Concert 2005-2006》 ＊외부출연
- 2006년 1월, 호시구미공연 《베르사이유의 장미 -페르젠과 마리 앙투아네트 편-》오스칼 ＊특별출연
- 2006년 1-2월, 중일극장 《황혼의 자줏빛 꽃》 나카노오에노 황자／《REVUE OF DREAMS》
- 2006년 5-8월 《새벽의 로마》 안토니우스／《레 비쥬 브리앙》
- 2006년 10월 일생극장 《오클라호마!》 저드 플라이
- 2007년 1-4월 《파리의 하늘보다도 높이》 귀스타브 에펠／《판타지 댄스》
- 2007년 5-6월 다카라즈카 바우홀, 일본 청년관 日本《오사카 사무라이 -이상야릇한 사람들-》 토리이 마타시치 ＊주연
- 2007년 8-11월 《MAHOROBA -아득한 저편 YAMATO-》／《마술사의 우울》 볼디자르
- 2007년 12월-1월 시어터 드라마시티, 일본 청년관 《A-“R”ex》 디오니소스
- 2008년 3-7월 《ME AND MY GIRL》 존 경
- 2008년 8월 하카타좌《ME AND MY GIRL》 윌리엄 스나이브슨(빌)＊주연
- 2008년 11-2월 《꿈의 부교》 카오루／《Apasionado!!》
- 2009年5-8月、《엘리자벳 (뮤지컬)|엘리자벳 - 사랑과 죽음의 론도 -》프란츠 요제프
- 2009년 10-12월 《라스트 플레이 - 기도처럼 -》 무어／《Heat on Beat!》

### 츠키구미 톱스타 시대
- 2010년 2월 중일극장 《유카리코》 유카리코／佐伯碧生(1인 2역)／《Heat on Beat!》
- 2010년 4-7월 《THE SCARLET PIMPERNEL》 퍼시 브레이크니
- 2010년 9-11월 《집시 남작》 산도르 바린카이／《Rhapsodic Moon》
- 2010년 12월-1월 시어터 드라마시티, 일본 청년관 《STUDIO 54》 홀리 아슈레이
- 2011년 3-5월 《장미 나라의 왕자》 야수(왕자)／《ONE -내가 사랑한 것은…-》
- 2011년 7-10월 《알제의 남자》 줄리안 크레르／《Dance Romanesque》
- 2011년 11-12월 전국 투어 《나의 사랑은 산의 저편에》 박수민／《Dance Romanesque》
- 2012년 2-4월 《에드워드 8세 -왕관을 건 사랑-》데이비드 윈저／《Misty Station-안개의 종착역(霧の終着駅)-》 ＊퇴단공연

### 디너쇼
- 1998년 4-5월 나리세 코우키, 키리야 히로무, 야마토 유가 디너쇼 《COLOR》(롯코산 호텔)
- 2004년 12월 《Sweet & Chic》(다카라즈카 호텔・제일 호텔 도쿄) ＊첫 단독 디너쇼
- 2009년 3월 《K COLLECTION》(다카라즈카 호텔, 제일 호텔 도쿄)
- 2012년 3월 《Grand Dreamer》(다카라즈카 호텔, 제일 호텔 도쿄)